# 斯拉沃尼亞王國
斯拉沃尼亞王國是奧地利帝國的一個構成王國，存在於1699年至1868年期間。斯拉沃尼亞王國的範圍相當於現在的斯拉沃尼亞和斯雷姆，其南部曾是斯拉沃尼亞軍事前線的一部分。斯拉沃尼亞王國的西側是克羅埃西亞王國，東側和北側是匈牙利王國，南側是鄂圖曼帝國。斯拉沃尼亞王國成立於1699年。這裡的主要宗教是天主教和東正教。

## 地理
斯拉沃尼亚王国西邻的克罗地亚王国，北部和东部接匈牙利王国，南临奥斯曼帝国，领有约6600平方英里的土地。它分为波热加，维罗维蒂察和斯雷姆三个县。除了该省中部的一连串山脉外，斯拉夫尼亚王国的其余部分还包括种植葡萄和果树的肥沃土地以及广阔的平原。

## 历史
斯拉沃尼亚王国是由哈布斯堡君主国通过卡洛维茨条约（1699年）从奥斯曼帝国获得的领土。最初，它是一个单独的哈布斯堡王国，由1699年至1745年的联合军民政府管理，人民免税，但必须服兵役。在1745，民事行政制度被引入，斯拉沃尼亚王国，作为圣史蒂芬王冠领的一部分，在行政上被纳入克罗地亚王国和匈牙利王国。1868年克罗地亚匈牙利妥协协议之后，斯拉沃尼亚王国与克罗地亚王国一起加入了克罗地亚-斯拉沃尼亚王国，虽然它在圣斯蒂芬王室的宗主权下保持着显著的自治地位。

## 人口
大土耳其战争结束后，由于约80％的人口逃离，斯拉沃尼亚遂被废弃。为了改善其人口，逃离斯拉沃尼亚并且其土地被奥斯曼人占有的人如果拥有有效的所有权文件，则可以返回他们的土地。来自波斯尼亚的人也开始移居斯拉沃尼亚，逃离奥斯曼帝国。1691年，来自波斯尼亚波萨维纳的大约22,300名天主教徒搬到斯拉沃尼亚。据估计，1696年约有40,000人生活在斯拉沃尼亚，1698年，人口增加到80,000人。
据1802年的统计数据，当时在斯拉沃尼亚王国有148,000名（51.6％）天主教徒，135,000名（47.2％）东正教徒和3,500名（1.2％）新教徒。
根据其他统计数据，1787年在斯拉沃尼亚有265,670名居民，1804到1805年有286,349名居民，但这个数据排除了神职人员和贵族。一次只计算了男性的人口普查中。有74,671 名罗马天主教徒，68,390名东正教徒，1,744名加尔文主义者，97名路德教徒和160 名犹太人。斯雷姆的东正教徒人数较多：32,090名东正教徒和12,633名罗马天主教徒。在斯拉沃尼亚的另外两个县：波热加和维罗维蒂察则相反，如在波热加市，罗马天主教徒数量超过东正教徒。
1857年斯拉沃尼亚王国的官方人口普查给出了以下结果：
波热加
- 63,341 罗马天主教徒
- 41,172 东正教
- 837 犹太人
- 629名希腊天主教徒
- 85 加尔文宗
- 44 路德宗

奥西耶克县
- 101,559 罗马天主教徒
- 35,806 东正教徒
- 4,257 加尔文宗
- 1,784 犹太人
- 629 希腊天主教徒
- 69 路德宗

## 经济
斯拉沃尼亚王国大部分都是农业用地，就像克罗地亚王国一样，这片土地以其丝绸产业而闻名。农业和养牛业是当地最有利可图的职业。这片土地生产各种玉米、大麻、亚麻、烟草和大量的甘草，生产的葡萄酒数量庞大，特别是在斯里耶姆县。1857年，奥西耶克县的工业就业率（11.01％）最高，而农业就业率为72.3％（波热加县为82.9％）。